# Truite au bleu
La truite au bleu est une recette de truite arrosée de vin rouge ou de vinaigre chauds, puis cuite dans un court-bouillon composé de vin rouge ou de vinaigre, d'oignons, de sel, de citron. La recette est mentionnée dès le XVIIe siècle par Nicolas de Bonnefons, dans les Délices de la campagne, et elle s'applique au saumon, au brochet, à la carpe et à la truite.

## Caractéristiques
Afin de bénéficier au mieux des subtilités du goût d'origine de ce produit pêché sauvage, la truite peut être préparée « au bleu ».
Lors de la cuisson, le vinaigre fait virer le mucus des écailles de la truite, qui va prendre des reflets bleutés, d’où le nom de la recette.
On la sert par exemple avec une sauce bordelaise, des légumes, du court-bouillon, du citron et du beurre fondu.